# Хејзел Грин (Висконсин)
Хејзел Грин (енгл. Hazel Green) град је у америчкој савезној држави Висконсин.

## Демографија
По попису из 2010. године број становника је 1.256, што је 73 (6,2%) становника више него 2000. године.
| Група             | 2000.         | 2010.         |
| Белци             | 1.174 (99,2%) | 1.217 (96,9%) |
| Афроамериканци    | 2 (0,2%)      | 3 (0,2%)      |
| Азијати           | 1 (0,1%)      | 0 (0,0%)      |
| Хиспаноамериканци | 4 (0,3%)      | 17 (1,4%)     |
| Укупно            | 1.183         | 1.256         |